# Mario Butler
Mario Alberto Butler Graham , más conocido como Mario Butler (nacido el 15 de enero de 1957 en  Panamá, Panamá) es un exjugador de baloncesto panameño. Con 2.06 metros de estatura, jugaba en la posición de pívot. 
Butler creció en las calles de la Ciudad de Panamá, donde tomó el juego de baloncesto en torno a la edad de 9 a 11 años. Butler rápidamente se hizo famoso en todo su barrio por sus capacidades y especial habilidad reboteadora midiendo únicamente 2,01 m., con lo que finalmente ganó una beca en una universidad de los Estados Unidos y un puesto en el equipo de baloncesto nacional de Panamá.
Mario Butler también vio acción en ligas profesionales de otros países, además de Panamá y Puerto Rico. Jugó como profesional en Colombia, la República Dominicana, Argentina, Ecuador, Italia, México, España, los Estados Unidos (aunque no en la NBA) y Venezuela.